# 安博爾大區
7°41′N 5°1′W / 7.683°N 5.017°W
安博爾大區（Hambol），是科特迪瓦的31個大區之一，位於該國中北部，由邦達馬河谷區負責管轄，首府設於卡蒂奧拉，始建於2011年，面積19,122平方公里，2014年人口429,977，人口密度每平方公里22人。